# Buddy Holly – en rocklegend
Buddy Holly – en rocklegend (originaltitel: The Buddy Holly Story) är en amerikansk film från 1978 i regi av Steve Rash, som handlar om rocklegendaren Buddy Hollys liv. Filmen vann en Oscar för bästa musik.

## Handling
Filmen utspelar sig under 1950-talets senare hälft, då rock'n'roll är populärt. Artister som Elvis Presley och The Everly Brothers toppar listorna. Buddy Holly drömmer om att själv bli rockstjärna, så han bildar bandet The Crickets i syfte att uppfylla sin dröm, och han lyckas.

## Rollista (urval)
- Gary Busey - Buddy Holly
- Don Stroud - Jesse Charles (baserad på Jerry Allison)
- Charles Martin Smith - Ray Bob Simmons (baserad på Joe B. Mauldin)
- Conrad Janis - Ross Turner
- Maria Richwine - María Elena Holly
- Paul Mooney - Sam Cooke

## Musik
Filmen vann en Oscar för Bästa musik. Det spelas upp många klassiska rock'n'roll-låtar från 50-talet (dock ej originalinspelningar). Buddy Hollys musik framförs av skådespelaren Gary Busey. Man får bland annat höra Hollys låtar Peggy Sue, Maybe Baby, True Love Ways och That'll Be the Day.